# Svart klotterlav
Svart klotterlav (Opegrapha atra) är en lavart som beskrevs av Pers. Svart klotterlav ingår i släktet Opegrapha och familjen Roccellaceae.  Arten är reproducerande i Sverige. Inga underarter finns listade i Catalogue of Life.

## Källor

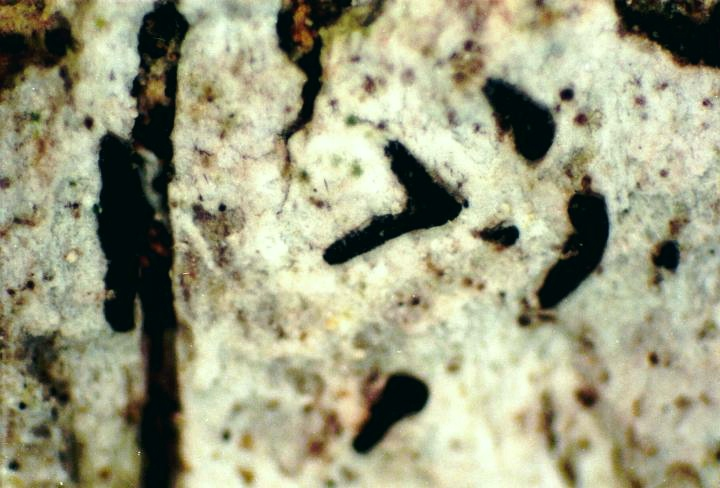
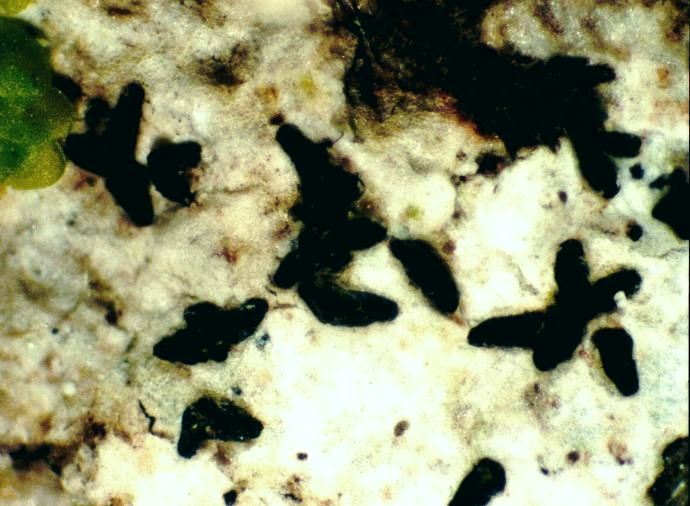
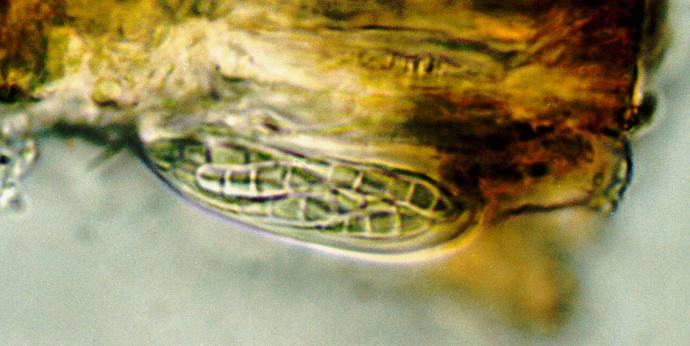
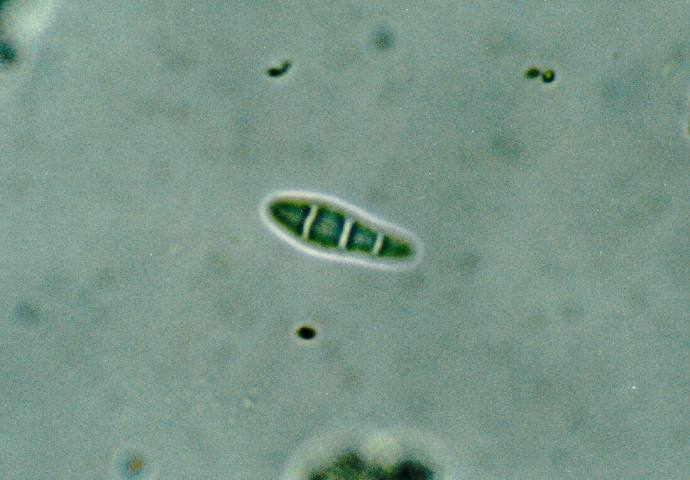
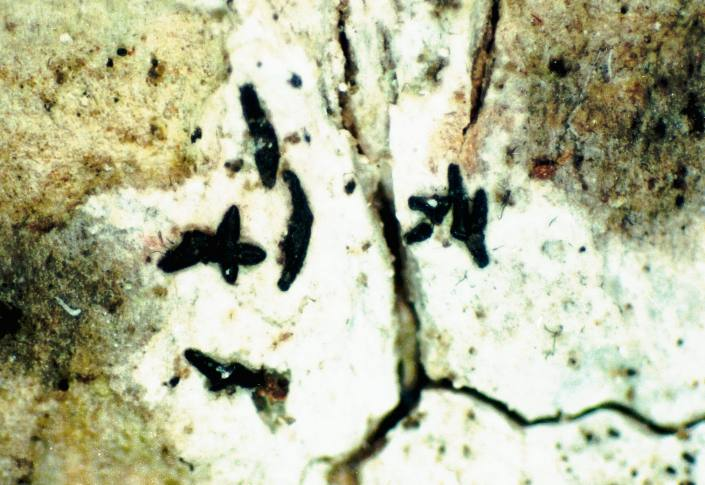
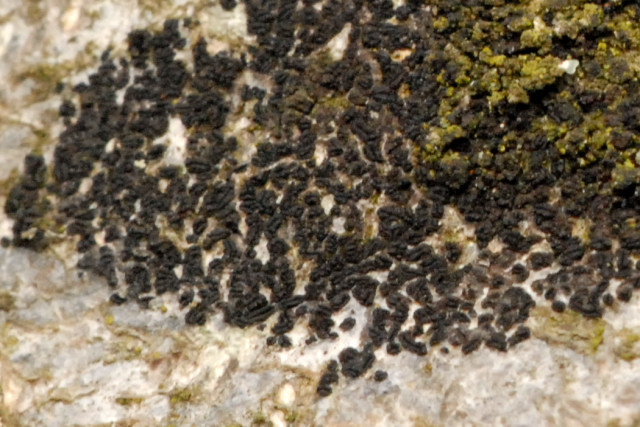
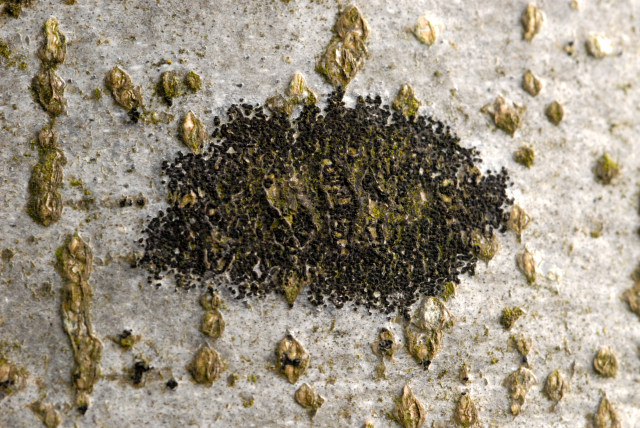